# Джеффри, Фрэнсис, лорд Джеффри
Фрэнсис Джеффри, Лорд Джеффри (англ. Francis Jeffrey, Lord Jeffrey, 1773—1850) — шотландский судья, политик, эссеист, ректор Университета Глазго и литературный критик; сторонник классических традиций в литературе и ожесточенный противник романтической школы.

## Биография
Фрэнсис Джеффри родился 23 октября 1773 года в городе Эдинбурге. Учился сначала в Королевской школе Эдинбурга (Royal High School), затем в университете родного города, затем в Оксфорде; и по окончании обучения стал адвокатом.

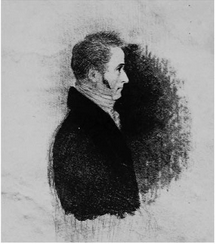
Фрэнсис Джеффри

В политике он был вигом и проводил либеральные взгляды в основанном им в 1802 году, вместе с Сиднеем Смитом, Горнером, Генри Брумом и др., «Edinburgh Review». Журнал этот почти сразу приобрёл большое влияние; душой его сделался сам Джеффри, бывший его редактором-издателем с 1803 по 1829 год. Он вёл главным образом литературную критику и быстро достиг влиятельного положения, хотя не всегда был свободен от рутинёрства, не сумел оценить оригинальность и силу фантазии Уильяма Вордсворта и Сэмюэля Тейлора Кольриджа и крайне несправедливо отнёсся к Чарльзу Лэму, Монтгомери и многим другим молодым поэтам. Его ожесточенные статьи против Джона Китса считаются даже некоторыми биографами причиной преждевременной смерти последнего.
Основным принципом критики Ф. Джеффри было установление связи между произведениями искусства и высшими элементами чувства долга и нравственности. Там, где Джеффри не слишком увлекался своим нерасположением к литературным новшествам, он обнаруживал большой талант. Таковы, например, его статьи о Купере и Краббе, о гэзлитовском издании Шекспира, его теоретические статьи о вопросах жизни и духа, написанные очень красноречиво, интересно и гуманно. Он отличался замечательным умением в выборе и группировке цитат, дающих полное представление об авторе.
Политические статьи автора в «Edinburgh Review» также заслуживают внимания своей оригинальностью.
В 1830 году он был назначен лордом-адвокатом в Шотландии и заседал в парламенте.
В 1834 году получил назначение судьи в Шотландии вместе с титулом лорда.
Фрэнсис Джеффри умер 26 января 1850 года в столице Шотландии.